# Чернобровкина
Чернобровкина — деревня в Белоярском районе Свердловской области России. Входит в Белоярский муниципальный округ.
Ранее деревня входила в состав Большебрусянского сельсовета Белоярского района.

## География
Деревня Чернобровкина расположена на обоих берегах реки Брусянки, в 14 километрах на юго-запад от посёлка Белоярского.

### Часовой пояс
Чернобровкина, как и вся Свердловская область, находится в часовой зоне МСК+2. Смещение применяемого времени относительно UTC составляет +5:00.

## Население
| 2002 | 2010 | 2021 |
| ---- | ---- | ---- |
| 333  | ↘314 | ↘227 |

## Инфраструктура
В деревне Чернобровкиной девять улиц:Гагарина, Ленина, Лесная, Полевая, Радужная, Речная, Свердлова, Трактовая и Цветочная. Имеются магазин и лесопилка.